# Martyna Jakubowicz
Martyna Jakubowicz (Krakkó, 1955. február 24. –) lengyel énekesnő, gitáros, zeneszerző; a blues, a rockzene és az amerikai folkzene határán énekel.

## Pályakép
Martyna Jakubowicz 1977-ben debütált a varsói „Remont” diákklubban. Egy évvel később Białystokban Joan Baez dalokat adott elő. 1980-ban  a Robotnik Sezonowy zenekarral énekelt. 1980 májusában zenét vett fel az E-81 című televízióműsorhoz. 1981-től Jacek Krzycholikkal lépett fel. 1981-ig csak bluest énekelt.
Egy évvel az előző televíziós felvétele után szerepelt Walter Chełstowski „Muzyczne Forum” című műsorában. 1982-ig fellépett a Krzak rockegyüttessel, és Rawa Blues '82' fesztiválon.
1983-ban felvette első albumát (Maquillage). Ezen az albumon szerepelt először leghíresebb dala: „W domach z betonu nie ma wolnej miłości (A betonházakban nem szabad a szerelem”). Egy évvel az előző televíziós felvétele után szerepelt Walter Chełstowski „Muzyczne Forum” című műsorában. 1982-ig fellépett a Krzak rockegyüttessel, és Rawa Blues '82' fesztiválon.
1983-ban felvette első albumát (Maquillage). Ezen az albumon szerepelt először leghíresebb dala, "W domach z betonu nie ma wolnej miłości (A betonházakban nincs szabad szerelem"). 1985–1986-ban felvette második albumát. Az együttesben Andrzej Nowak, Jan Hnatowicz (gitárok), Robert Jaszewski (basszusgitár), Piotr Szkudelski (dob), Aleksander Korecki (szaxofon) és Rafał Dobrzesiewicz (orgona) játdzött.
Az együttes feloszlása után duettben kezdett játszani Rafał Dobrzesiewicz-csel. 1989 és 1993 között egy kvartettben játszott Rafał Dobrzesiewicz, Jerzy Piotrowski (dob) és Radosław Nowakowski (dob) társaságában. 1996-ig gyakran duettben lépett fel Jerzy Styczyńskivel. 1998-ban Wrocławban megalapította a 2011-ig működő "Gumowa Róża" klubot, amelyet lánya, Patrycja vezetett.
2007. óta minden évben tagja a Blues és Rock Fesztivál zsűrijének. 2007-ben a Kostrzyn nad Odrą-ban megrendezett 13. Woodstock Fesztiválon lépett fel.
2011 óta vesz részt a Plateau zenekar Projekt Grechuta koncertkörútján. Részt vett a Projekt Grechuta című album felvételén is.

## Albumok
- Maquillage, 1984
- Bardzo groźna księżniczka i ja, 1985
- Wschodnia wioska, 1987
- Total, 1991
- Patchwork, 1991
- Kołysz mnie, 1992
- Dziewczynka z pozytywką Edwarda, 1995
- Skórka pomarańczy, 1998
- Tylko Dylan, 2005
- Okruchy życia, 2010
- Burzliwy błękit Joanny, 2013
- Prosta piosenka, 2016
- Zwykły Włóczęga, 2018

## Filmek
- Martyna Jakubowicz az IMDb-n